# بجدن (سبزوار)
بُجدَن روستایی است از توابع بخش روداب و در شهرستان سبزوار، استان خراسان رضوی ایران.
روستای بجدن (بجدن خواشد) یکی از روستاهای دهستان خواشد،
بخش روداب، شهرستان سبزوار می‌باشد. این روستا با ارتفاع ۱۳۹۰ متری از سطح دریا
در فاصله ۵۸ کیلومتری جنوب شهرستان سبزوار با موقعیت دشتی قرار دارد.
محصولات اصلی این روستا بادام، جو، گندم، محسوب می‌گردد و محصولات فرعی همچون هندوانه، خربزه، انگور، زعفران، گردو، انار، گوجه و پسته نیز کاشته می‌شود. شغل اصلی مردم این روستا کشاورزی و دامداری و قالیبافی برای بانوان می‌باشد، کشاورزی مردم این روستا را اغلب محصولات دیم تشکیل می‌دهد، این روستا در جوار کوه میش قرار گرفته و از جنوب به شهرستان بردسکن متصل می‌باشد.

## جمعیت
این روستا در دهستان خواشد قرار داشته و بر اساس سرشماری سال ۱۳۹۵ جمعیت آن ۳۱۸ نفر (۱۳۰ خانوار) بوده‌است.